# Поштански дом
Поштански дом се налази у Врњачкој Бањи и представља непокретно културно добро као споменик културе. Подигнут је 1937. године средствима из Задужбинског фонда Лазара и Анке Стојадиновић као Санаторијум за опоравак поштанских радника. 

## Изглед
Дом је масивна грађевина правоугаоне основе, са наглашеним бочним ризалитима, има сутерен, високо приземље, спрат и поткровље. Према пројекту, зграда је била предвиђена само за смештај гостију, имала је по десет соба различите величине на два спрата и заједничка купатила са по две кабине (за мушки и женски клозет), окренуте ка северозападу, према дворишту. Централни ходник пружа се по дужини зграде у правцу североисток–југозапад, док је улаз на југоисточној страни. Темељи су од набијеног бетона обложени каменом пешчаром. Зидана је опеком старог формата и кречним малтером, омалтерисана је и окречена. Плитка рељефна декорација посебно је наглашена на угаоним површинама. Монументално двокрако степениште води на високо приземље и терасу ограђену балустрадом, која се простире дуж главне фасаде. По завршетку градње опрему и намештај обезбедило је Удружење ПТТ чиновника, које је и користило санаторијум. 
Обновом из 1990. извршене су измене у организацији просторија, као и у њиховом опремању (постављени су нови подови, керамичке плочице, уређена купатила). Тада су дограђени са северне стране сала за ручавање и котларница, као и мансардно решено поткровље покривено бојеним лимом. 